# Canó Tipus 96 de 25 mm
El canó Tipus 96 de 25 mm (九六式二十五粍高角機銃, Kyūroku-shiki nijyūgo-miri Kōkakukijū) va ser un canó automàtic utilitzat per la Marina Imperial Japonesa durant la Segona Guerra Mundial. Una variant de construcció local del canó antiaeri francès Hotchkiss de 25 mm, va ser dissenyat com una arma de doble propòsit per al seu ús contra vehicles blindats i avions, però es va utilitzar principalment com a canó antiaeri en muntatges fixos amb entre un i tres boques de foc.

## Història i desenvolupament
El 1935, la Marina Imperial Japonesa va decidir substituir els anteriors canons Vickers de 40 mm "pom-pom" per un disseny Hotchkiss de 25 mm. Un grup d'oficials i enginyers japonesos va viatjar a França per avaluar el disseny el 1935, i es va fer una comanda per a una sèrie d'armes i muntatges per a l'avaluació. Les proves de foc d'aquests canons es van dur a terme a l'Arsenal Naval de Yokosuka el 1935. Les primeres armes es van construir a França sota la designació de Tipus 94 i Tipus 95, i el model de producció en massa produït a l'Arsenal de Yokosuka es va designar Tipus 96.
Els japonesos van fer una sèrie de canvis menors al procés de producció i disseny original de Hotchkiss, canviant alguns components de forja a peces de fosa per simplificar la producció i substituint el simple supressor de flaix cònic per un disseny de tipus Rheinmetall. També es va produir una versió muntable en submarí del canó que feia un ús extensiu d'acer inoxidable.
El tipus de muntatge doble va ser el primer a entrar en servei, amb muntatges triples el 1941 i finalment muntatges simples més tard el 1943.

## Disseny
El canó tipus 96 de 25 mm és un disseny senzill que funciona amb gas refrigerat per aire. El canó és una forja cargolada al mecanisme de recàrrega. Es proporciona suport addicional a l'extrem de la recambra del canó mitjançant la camisa de refrigeració amb aletes. El canó és canviable, requerint dos homes i eines especials; l'operació va trigava uns cinc minuts a una tripulació entrenada. Ajustant la configuració de la vàlvula de gas era possible variar la velocitat de foc entre 200 i 260 rondes per minut, sent 220 rondes per minut la configuració estàndard.
Els suports de les armes normalment estaven proveïts d'una de les tres mires de les armes:
- Un visor informàtic de plom mecànic Le Prieur
- Una vista d'anell obert
- Una mira d'anell òptic de vidre gravat

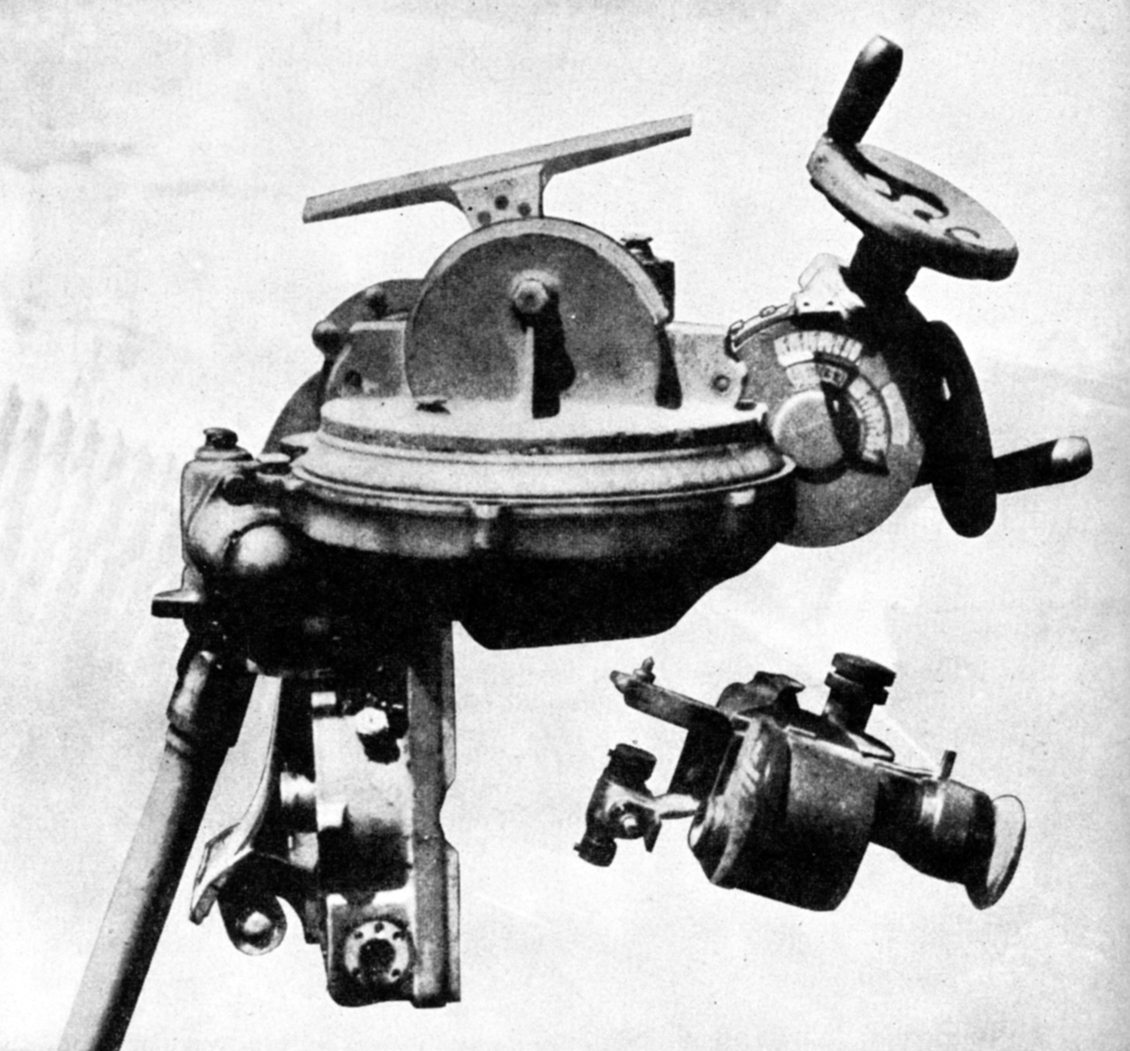
Un visor informàtic de plom mecànic Le Prieur

Els muntatges terrestres i tots els muntatges individuals utilitzaven la vista única d'anell obert. La vista tipus 95 es va utilitzar en múltiples muntatges basats en vaixells, en el cas que la muntura tingués una unitat alimentada vinculada a un director de foc, s'utilitzava com a còpia de seguretat.
La mira Tipus 95 va ser dissenyada originalment amb una velocitat màxima objectiu de 600 km/h (370 mph); tanmateix, l'experiència va demostrar que els avions sovint superaven aquesta velocitat. Per compensar el problema, es va afegir un anell al telescopi d'albirament per proporcionar una compensació addicional per a velocitats de fins a 900 km/h (560 mph).
El canó s'utilitzava normalment sense un escut de canó, encara que alguns muntatges múltiples dels cuirassats de la classe Yamato estaven equipats amb un escut d'acer d'alta resistència Ducol. Molts muntatges basats en vaixells també tenien escuts d'estella.

### Municions

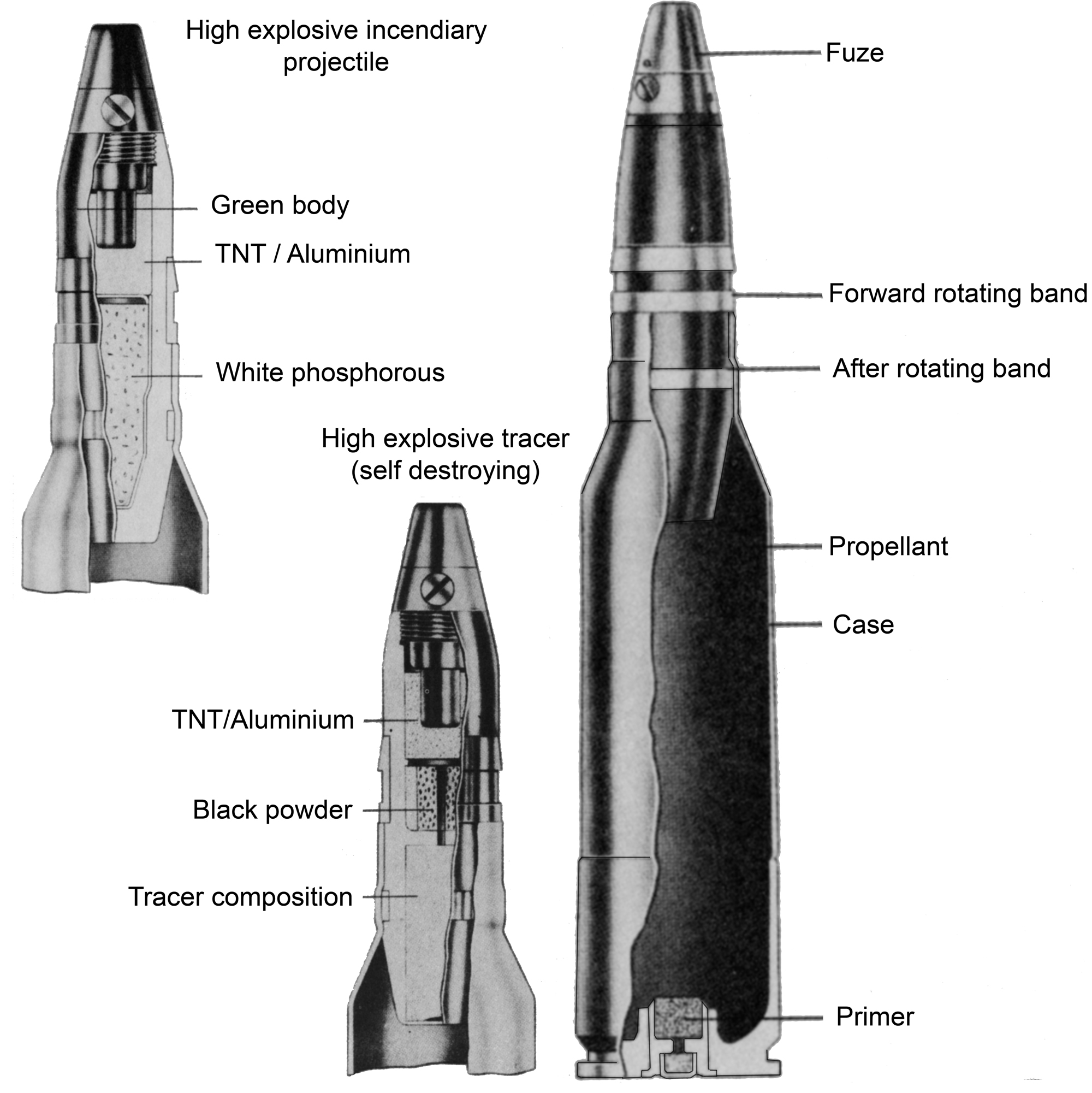
Munició japonesa de 25 mm d'un manual tècnic nord-americà de postguerra

La caixa del cartutx tipus 96 era un disseny de tipus sense vora amb una ranura d'extracció profunda a la base. Els projectils disparats per l'arma eren una mica inusuals ja que tenien dues bandes giratòries. La banda davantera era una mica més petita de diàmetre que la banda posterior. Es creia que això era per reduir el desgast de les estries a prop de la cambra. La caixa del cartutx es va enganxar al voltant de la banda giratòria posterior. La ronda completa pesava aproximadament 820 g (1,81 lliures) i el projectil pesava 320 g (0,71 lliures).
El propulsor era de 102 grams de grans de nitrocel·lulosa grafitats i perforats d'uns 2 mm de diàmetre i entre 2,5 i 4,5 mm de longitud.
Normalment s'afegia una ronda traçadora cada quatre o cinc rondes per ajudar a la direcció.
- Carcassa d'alt explosiu . Cos taronja.
- Alt explosiu incendiari. Cos verd.
- Traçador d'alt explosiu. Cos taronja o vermell.
- Traçador d'explosius alts que s'autodestrueix. Cos taronja o vermell.
- Perforant de blindatg. Cos negre, blanc o blau fumat. Penetració aproximada de 42 mm a 0-100 m i 0 graus de la normal.[7]

## Variants
- Tipus 94 - Construcció francesa
- Tipus 95 - Construcció francesa
- Tipus 96 - Construït al Japó
  - Tipus 96 Model 1 - S'utilitza a terra i en vaixells de guerra en muntatges simples, dobles i triples (també coneguts com a doble 25 i triple 25). La muntura individual era de balanceig lliure, mentre que les muntures dobles i triples tenien travessa de la roda manual.
  - Tipus 96 Model 2 - S'utilitza en vaixells de guerra en muntatges dobles i triples.
  - Tipus 96 Model 3: s'utilitza en vaixells de guerra en muntatges únics de balanceig lliure.
  - Tipus 96 Model 4 - S'utilitza en submarins, en muntatges simples, dobles i triples. Els muntatges individuals es poden baixar manualment al submarí.
    - Tipus 96 Model 4 mod 1: s'utilitza en submarins en muntatges simples de balanceig lliure. No es va poder baixar al submarí.
    - Tipus 96 Model 4 mod 2: s'utilitza en submarins en muntatges simples de balanceig lliure. Es podria baixar a distància al submarí.

  - Tipus 96 Model 5: s'utilitza en submarins en muntatges amb engranatge doble i triple.
  - Tipus 96 Model 6: s'utilitza a terra en vagons de dues rodes d'un sol canó.
  - Tipus 96 Model 8: s'utilitza a terra en vagons de dues rodes d'un sol canó.
  - Tipus 96 Model 10: s'utilitza en vaixells torpediners en un muntatge d'anell amb elevació engranada en muntatges de canó individual.

## Registre de combat
El Tipus 96 era l'arma antiaèria mitjana japonesa estàndard de la Marina Imperial Japonesa, que estava muntada a bord de pràcticament tots els vaixells de la flota. L'arma també es va utilitzar a les bases terrestres de l'Imperi japonès i als fronts de combat japonesos a l'estranger. Aquestes armes també es van utilitzar com a canons antitanc en algunes accions defensives als teatres del Pacífic i contra objectius terrestres al sud-est asiàtic i la Xina continental durant la Guerra del Pacífic. L'arma va ser utilitzada pel Viet Cong durant la guerra del Vietnam. També va ser utilitzat per l'Exèrcit Revolucionari de Bougainville durant la Guerra Civil de Bougainville que va durar de 1988 a 1998.

## Efectivitat
En entrevistes realitzades per la Missió Tècnica Naval dels Estats Units al Japó després del final de la guerra, el personal militar japonès va dir que era l'arma antiaèria japonesa més fiable, però la segona en eficàcia després de l'antiaeri tipus 98 de 100 mm (3,9 polzades). El tipus 96 era més efectiu quan s'utilitzava a una distància de 1.000 metres o menys. L'exèrcit japonès va estimar que es necessitaven una mitjana de 1.500 rondes per abatre un avió a una alçada de 1.000 metres i un abast de 2.000 metres, i que el foc més enllà d'aquest rang era completament ineficaç. Més tard a la guerra, quan es va restringir el subministrament de municions, es va mantenir el tir fins que els objectius es trobaven a un abast de 800 metres, baixant aquesta proporció fins a set rondes per avió.
El Tipus 96 era una arma mediocre en comparació amb els seus contemporanis en altres marines. Es va veure obstaculitzat per l'entrenament lent i l'elevació de velocitats (fins i tot en muntatges triples accionats per motor), vibracions excessives i flaix de morrió, i que l'alimentació de munició es feia a través d'un carregador fix de 15 cartutxos, la qual cosa requeria un alto el foc cada vegada que s'havia de posar el carregador. Segons "l'informe O-47(N)-2 de la Missió Tècnica Naval dels Estats Units al Japó", tots els revistes s'havien de carregar a mà ja que mai no es va desenvolupar cap equip de càrrega especialitzat. En general, era més comparable a l'Oerlikon de 20 mm, tot i que molt inferior als canons Bofors de 40 mm utilitzats pels Estats Units i els seus aliats en tots els aspectes, excepte en la velocitat de foc (i només amb prou feines en aquest sentit: els Bofors podien disparar 120 cartutxos sostinguts per minut a causa del seu disseny de clip de munició de foc constant, mentre que els canvis freqüents de la caixa de munició de 25 mm van reduir la seva taxa nominal de foc a només la meitat del seu màxim teòric de 260 tirs per minut).
Els japonesos van classificar per ordre de gravetat els problemes amb l'arma com:
- L'elevació i el recorregut eren massa lents, fins i tot amb muntatges motoritzats
- Les mires eren ineficaces contra objectius d'alta velocitat
- Disparar les múltiples muntures provocava una vibració excessiva, que reduïa la precisió i impedia un seguiment efectiu de l'objectiu
- Massa poca munició a cada carregador donava lloc a una baixa taxa de foc global

A Rapid Fire , Anthony Williams escriu que les armes de calibre intermedi (incloent-hi el canó de calibre 1,1"/75 de l'Armada dels Estats Units 28 × 199 mm L/75) no van tenir èxit durant la Segona Guerra Mundial: els muntatges eren molt més pesats i complexos que els canons de calibre més petit, però els obusos no tenien l'abast i la potència de cop dels grans de 37 i 40 mil·límetres. Els japonesos consideraven l'augment del calibre dels canons automàtics com la prioritat número u de la recerca i el desenvolupament .